# Diodoro di Gerusalemme
Diodoro, in greco  Διόδωρος, al secolo Damianos G. Karivalis (Chio, 14 agosto 1923 – Gerusalemme, 20 dicembre 2000), è stato il patriarca greco-ortodosso di Gerusalemme dal 1981 al 2000.

## Biografia
Nacque a Chio il 14 agosto 1923. Dopo aver terminato la scuola elementare, nell'ottobre del 1938, andò al liceo di Gerusalemme, dal quale si diplomò nel 1941. Il 4 marzo 1944 divenne monaco e gli fu dato il nome di Diodoro dal patriarca Timoteo.
Il 22 settembre 1944 fu ordinato diacono e il 5 ottobre 1947 presbitero. A seguito di una decisione sinodale nel 1952 fu inviato alla Scuola Teologica dell'Università di Atene. Si laureò nel 1957, quindi tornò al Patriarcato come professore della Scuola Patriarcale - Bibliotecario e archivista. Nel 1958 fu nominato presidente della Corte ecclesiastica e nel 1959 dragoumaneon del Patriarcato di Gerusalemme.
Il 10 novembre 1962 fu ordinato arcivescovo di Hierapolis dal patriarca Benedetto I. Nello stesso anno fu nominato vicario patriarcale ad Amman e nella Giordania orientale.
Il 3/16 febbraio 1981 fu eletto Patriarca di Gerusalemme e la sua intronizzazione ebbe luogo il 16 febbraio/1º marzo 1981 nella chiesa della Resurrezione sotto il nome di Diodoro I.
Come Patriarca della città di Gerusalemme, "secondo l'antica usanza" iniziò le visite ufficiali alle Chiese sorelle ortodosse locali con il Patriarcato ecumenico prima e poi la Chiesa di Grecia, Russia, Georgia, Bulgaria, Cipro e "per la testimonianza della società e unità ortodossa", il Patriarcato di Alessandria e il Patriarcato di Antiochia. Il 12 settembre 1981, durante una cerimonia ufficiale presso l'Accademia teologica russa a San Pietroburgo (allora Leningrado), gli fu conferito un dottorato onorario. Il 5 settembre 1982 fu ricevuto dal presidente degli Stati Uniti Ronald Reagan alla Casa Bianca.
Morì a Gerusalemme il 20 dicembre 2000 all'età di 78 anni.